# Fontana delle quattro stagioni
La fontana delle quattro stagioni è una fontana collocata nel centro di Piazzale Giulio Cesare, nella città di Milano. Fu inaugurata il 12 aprile 1927 in occasione dell'apertura dell'ottava Fiera Campionaria Internazionale. Il progetto fu dell'architetto Renzo Gerla, all'epoca funzionario dell'Ufficio tecnico del Comune di Milano.

## Storia
Nel febbraio 1927 i lavori per la realizzazione della nuova Fiera di Milano, che stava nascendo sull'area della ex piazza d'armi, erano in stato molto avanzato e si rese necessario un degno assetto urbanistico al nuovo piazzale Giulio Cesare su cui prospettava il nuovo ingresso della Fiera. Su iniziativa del Podestà di Milano Ernesto Belloni fu deciso di attuare una proposta dell'architetto e docente Ambrogio Annoni e risistemare il piazzale arricchendolo di una fontana monumentale. L'area del nuovo piazzale, di proprietà della Società Anonima Coop. Case economiche dei funzionari di Stato che vendette al Municipio il lotto, era infatti caratterizzata da una vasta depressione che, nei periodi di pioggia, era soggetta a vasti allagamenti; da qui la scelta di dotare l'area di uno specchio d'acqua artificiale.  Annoni suggerì di affidare il compito al ventiseienne funzionario del Comune Renzo Gerla, che godeva della sua stima poiché era stato suo studente al Politecnico, dove si era laureato nel 1922.

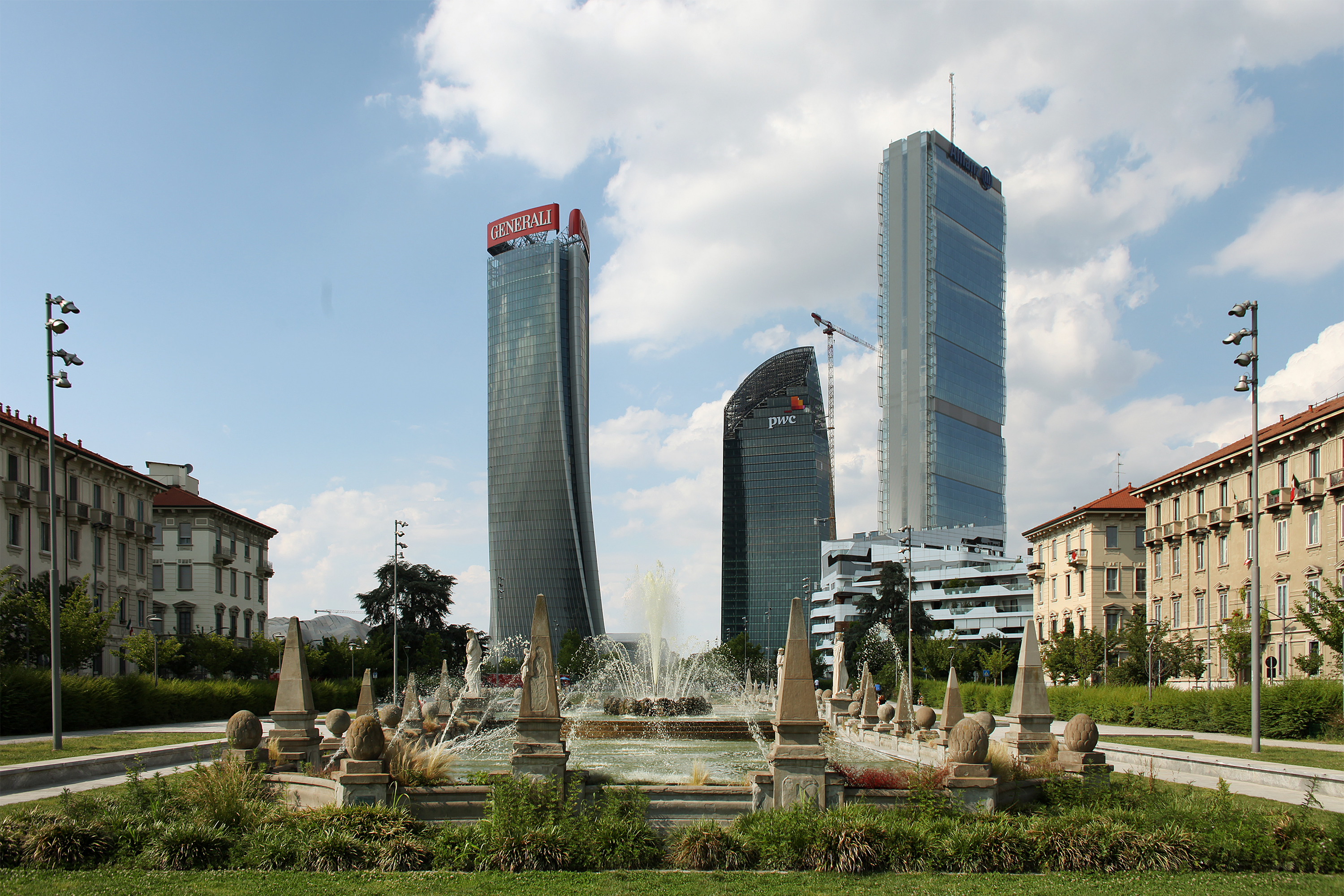
La fontana al giorno d'oggi, con il complesso di CityLife sullo sfondo.

Il Comune di Milano aveva necessità di realizzare in tempi strettissimi il progetto e di inaugurare l'opera il 12 aprile 1927, data dell'apertura della Campionaria; Gerla si attivò quindi immediatamente, disegnando un semplice e basso recinto in pietra adornato da quattro statue rappresentanti le stagioni, sul modello iconografico delle precedenti realizzazioni di André Le Nôtre (1613-1700) per Versailles, di quella parigina in rue de Grenelle scolpita da Edmé Bouchardon (1698-1762) e di quella realizzata al parco del Valentino di Torino per l’Esposizione del 1898. I lavori procedettero speditamente dal febbraio all'aprile 1927; la pietra di ceppo, inizialmente prevista, venne sostituita con pietra di Sarnico a causa dell'inagibilità delle cave coperte dalle abbondanti nevicate. Le quattro statue previste, che sarebbero dovute essere fornite dall'architetto Portaluppi, non furono rese disponibili e quindi venne adottata la soluzione di acquistarle presso un professore di scultura di Vicenza, che ne aveva disponibilità. Trasportate a Milano furono quindi installate in tempo per l'inaugurazione della fontana, avvenuta il 12 aprile 1927. Esattamente un anno dopo, il 12 aprile 1928, piazzale Giulio Cesare fu teatro di un grave attentato dinamitardo ai danni del re Vittorio Emanuele III che provocò 20 morti e molti feriti: in quell'occasione la statua dell'Estate rimase distrutta dalle schegge e nel bacino centrale della fontana furono rinvenuti brandelli di corpi delle vittime. Le altre statue furono distrutte durante i bombardamenti anglo-americani del 1943. Solo alcuni anni dopo la fine della seconda guerra mondiale, nel 1953, le statue furono rimpiazzate da copie realizzate dallo scultore Eros Pellini.
Oggi la fontana di piazzale Giulio Cesare, dopo la demolizione della vecchia Fiera di Milano di cui decorava il piazzale d'ingresso, è circondata dal nuovo complesso CityLife, che fa da sfondo al piazzale.